# Ryttar-VM 1994
Ryttar-VM 1994 hölls i Haag, Nederländerna från 27 juli till 7 augusti 1994. Det var det andra samlade Ryttar-VM som anordnades av FEI och som fortsättningsvis anordnas vart fjärde år. Ryttare och kuskar från 37 länder gjorde upp om medaljerna i 13 grenar i sex sporter. Från början valdes Paris som arrangörsstad men efter ett par månader kollapsade det franska projektet och Haag fick ta över arrangemanget. Trots den inledande entusiasmen så kom arrangemanget att plågas av administrativa och finansiella problem. Antalet åskådare begränsades av problem med biljettförsäljningsprocessen. Dessa problem kom att kasta en skugga över de sportsliga prestationerna.

## Grenar
| Dressyr     | Körning     | Distansritt | Fälttävlan  | Banhoppning | Voltige            |
| ----------- | ----------- | ----------- | ----------- | ----------- | ------------------ |
| Individuell | Individuell | Individuell | Individuell | Individuell | Herrar individuell |
| Individuell | Individuell | Individuell | Individuell | Individuell | Damer individuell  |
| Lag         | Lag         | Lag         | Lag         | Lag         | Lag                |

## Medaljer
Den slutgiltiga medaljfördelningen blev följande:

### Hoppning
| Gren                          | Guld | Guld | Silver | Silver | Brons | Brons |
| ----------------------------- | --- | --- | --- | --- | --- | --- |
| Individuell hoppning detaljer | Franke Sloothaak San Patrignano Weihaiwej                                                                                             | Tyskland | Ludger Beerbaum Almox Ratina Z | Tyskland | Michel Robert Miss San Patrignano                                                                                           | Frankrike |
| Lag hoppning detaljer         | Tyskland Franke Sloothaak San Patrignano Weihaiwej Soren von Ronne Taggi Dirk Hafemeister P.S. Priamos Ludger Beerbaum Almox Ratina Z | Tyskland Franke Sloothaak San Patrignano Weihaiwej Soren von Ronne Taggi Dirk Hafemeister P.S. Priamos Ludger Beerbaum Almox Ratina Z | Frankrike Roger-Yves Bost Souviens Toi III Equus Philippe Rozier Baiko Rocco V Eric Navet Waiti Quito de Baussy Michel Robert Miss San Patrignano | Frankrike Roger-Yves Bost Souviens Toi III Equus Philippe Rozier Baiko Rocco V Eric Navet Waiti Quito de Baussy Michel Robert Miss San Patrignano | Schweiz Thomas Fuchs Major AC Folien Stefan Lauber Lugana II Markus Fuchs Interpane Goldfights Lesley McNaught-Mandli Piroi | Schweiz Thomas Fuchs Major AC Folien Stefan Lauber Lugana II Markus Fuchs Interpane Goldfights Lesley McNaught-Mandli Piroi |

### Dressyr
| Gren                         | Guld | Guld | Silver                                                                                            | Silver                                                                                            | Brons                                                                                     | Brons                                                                                     |
| ---------------------------- | --- | --- | ------------------------------------------------------------------------------------------------- | ------------------------------------------------------------------------------------------------- | ----------------------------------------------------------------------------------------- | ----------------------------------------------------------------------------------------- |
| Individuell dressyr detaljer | Anky van Grunsven Olympic Bonfire                                                                                           | Nederländerna | Isabell Werth Gigolo FRH                                                                          | Tyskland                                                                                          | Nicole Uphoff-Becker Rembrandt Borbet                                                     | Tyskland                                                                                  |
| Lag dressyr detaljer         | Tyskland Nicole Uphoff-Becker Rembrandt Borbet Klaus Balkenhol Goldstern Isabelle Werth Gigolo FRH Karin Rehbein Donnerhall | Tyskland Nicole Uphoff-Becker Rembrandt Borbet Klaus Balkenhol Goldstern Isabelle Werth Gigolo FRH Karin Rehbein Donnerhall | Nederländerna Ellen Bontje Heuriger N Sven Rothenberger Dondolo Anky van Grunsven Olympic Bonfire | Nederländerna Ellen Bontje Heuriger N Sven Rothenberger Dondolo Anky van Grunsven Olympic Bonfire | USA Kathleen Raine Avontuur Robert Dover Devereaux Gary Rockwell Suna Carol Lavell Gifted | USA Kathleen Raine Avontuur Robert Dover Devereaux Gary Rockwell Suna Carol Lavell Gifted |

### Fälttävlan
| Gren                            | Guld | Guld | Silver                                                                                         | Silver                                                                                         | Brons                                                                                    | Brons                                                                                    |
| ------------------------------- | --- | --- | ---------------------------------------------------------------------------------------------- | ---------------------------------------------------------------------------------------------- | ---------------------------------------------------------------------------------------- | ---------------------------------------------------------------------------------------- |
| Individuell fälttävlan detaljer | Vaughan Jefferis Bounce | Nya Zeeland | Dorothy Trapp Holokai                                                                          | USA                                                                                            | Karen Dixon Get Smart                                                                    | Storbritannien                                                                           |
| Lag fälttävlan detaljer         | Storbritannien Karen Dixon Get Smart Mary Thomson King William Charlotte Bathe The Cool Customer Kristina Gifford General Jock | Storbritannien Karen Dixon Get Smart Mary Thomson King William Charlotte Bathe The Cool Customer Kristina Gifford General Jock | Frankrike Jean Lou Bigot Twist La Beige Jean Teulere Rodosto Marie-Christine Duroy Summer Song | Frankrike Jean Lou Bigot Twist La Beige Jean Teulere Rodosto Marie-Christine Duroy Summer Song | Tyskland Bettina Overesch Watermill Stream Cord Mysegaes Ricardo Ralf Ehrenbrink Kildare | Tyskland Bettina Overesch Watermill Stream Cord Mysegaes Ricardo Ralf Ehrenbrink Kildare |

### Körning
| Gren                         | Guld                                                         | Guld                                                         | Silver                                                 | Silver                                                 | Brons                                                   | Brons                                                   |
| ---------------------------- | ------------------------------------------------------------ | ------------------------------------------------------------ | ------------------------------------------------------ | ------------------------------------------------------ | ------------------------------------------------------- | ------------------------------------------------------- |
| Individuell körning detaljer | Michael Freund                                               | Tyskland                                                     | George Bowman                                          | Storbritannien                                         | Ijsbrand Chardon                                        | Nederländerna                                           |
| Lag körning detaljer         | Tyskland Christoph Sandmann Michael Freund Hansjoerg Hammann | Tyskland Christoph Sandmann Michael Freund Hansjoerg Hammann | Belgien Felix Brasseur Eddy van Dijck Valere Standaert | Belgien Felix Brasseur Eddy van Dijck Valere Standaert | Nederländerna Ad Aarts Ijsbrand Chardon Harry de Ruyter | Nederländerna Ad Aarts Ijsbrand Chardon Harry de Ruyter |

### Distansritt
| Gren                             | Guld | Guld | Silver                                                                                             | Silver                                                                                             | Brons | Brons |
| -------------------------------- | --- | --- | -------------------------------------------------------------------------------------------------- | -------------------------------------------------------------------------------------------------- | --- | --- |
| Individuell distansritt detaljer | Valerie Kanavy Pieraz                                                                                              | USA | Dennis Pesce Melfenik                                                                              | Frankrike                                                                                          | Stephane Fleury Roc'h | Frankrike |
| Lag distansritt detaljer         | Frankrike Stephane Fleury Roc'h Martine Jollivet Lizazat Jacques David Nelson I Benedicte Atger Sunday d'Aurabelle | Frankrike Stephane Fleury Roc'h Martine Jollivet Lizazat Jacques David Nelson I Benedicte Atger Sunday d'Aurabelle | Spanien Miguel Vila Bajeque Francisco Cobos Bruja Augusta Albarran Colores Gerardo Amian Klux Klux | Spanien Miguel Vila Bajeque Francisco Cobos Bruja Augusta Albarran Colores Gerardo Amian Klux Klux | Australien Christine Forrester Mandala Galactic Melonia de Jong Vet School Laurance Barbara Timms Kildara Sharina Margaret Wade Glenallan Sheida | Australien Christine Forrester Mandala Galactic Melonia de Jong Vet School Laurance Barbara Timms Kildara Sharina Margaret Wade Glenallan Sheida |

### Voltige
| Gren                                | Guld            | Guld     | Silver            | Silver   | Brons          | Brons    |
| ----------------------------------- | --------------- | -------- | ----------------- | -------- | -------------- | -------- |
| Individuell voltige herrar detaljer | Thomas Fiskbaek | Danmark  | Christoph Lensing | Tyskland | Thomas Föcking | Tyskland |
| Individuell voltige damer detaljer  | Tanja Bendetto  | Tyskland | Kerith Lemon      | USA      | Mieke Lorentz  | Tyskland |
| Lag voltige detaljer                | Schweiz         | Schweiz  | Tyskland          | Tyskland | Sverige        | Sverige  |